# Arlecchino educato dall'amore
Arlecchino educato dall'amore è un'opera teatrale in atto unico di Marivaux, rappresentata per la prima volta dai Comédiens italiens il 16 luglio 1720, presso l'Hôtel de Bourgogne di Parigi.
La trama di quest'opera e le sue caratteristiche sono molto influenzate dalla Commedia dell'arte italiana, di cui Arlecchino e Trivellino sono maschere classiche.
Marivaux utilizza inoltre numerosi lazzi; per esempio, all'inizio dell'opera, Arlecchino cerca di acchiappare mosche invisibili mentre la fata vorrebbe avere una conversazione seria con lui; alla fine, Arlecchino usa la bacchetta magica per picchiare tutti i personaggi in scena.

## Trama
In questo dramma una fata cerca di obbligare Arlecchino ad innamorarsi di lei, ma lui invece si innamora della pastorella Silvia. Con l'aiuto di Trivellino, domestico della fata, la coppia riesce ad ingannarla e a vivere felicemente il proprio amore.

## Bibliografia

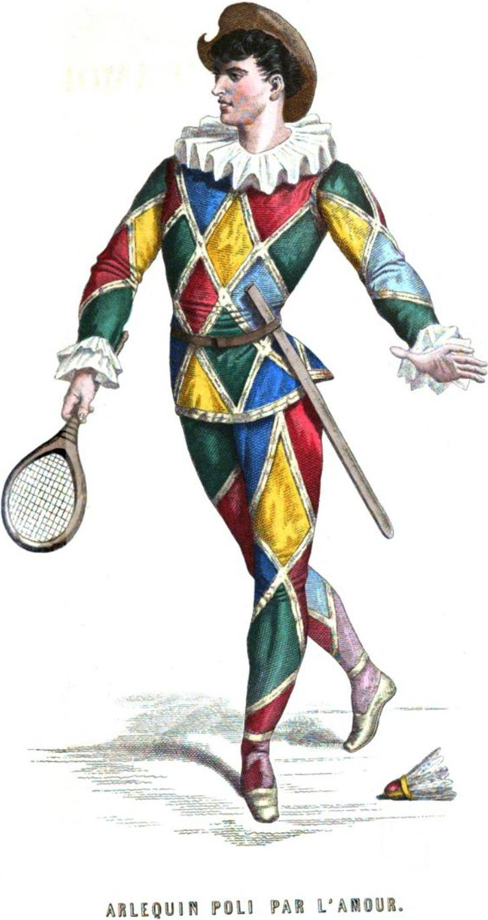
Illustrazione di Bertall (1878)